# Versus (manga)
Pour les articles homonymes, voir Versus.
Versus (バーサス, Bāsasu) est une série de manga écrite par ONE, dessinée par Kyōtarō Azuma (ja) et composée par Bose. La série est prépubliée depuis novembre 2022 dans le magazine Monthly Shōnen Sirius de l'éditeur Kōdansha.

## Synopsis
Le monde est dominé par les démons. Les humains, opprimés, se trouvent sous la gouvernance du seigneur démon et de ses 47 roi-démons. Malgré la peur, des tournois sont organisés à travers le monde pour sélectionner 47 humains pour les combattre, 47 héros qui seront prêts à sacrifier leur vie dans le seul et unique but de permettre à l’humanité d’éviter son extinction totale qui approche à grands pas. Lorsque l'opération tourne au désastre, des mages entreprennent d'invoquer des secours venus d'un autre monde. Mais l'affaire prend une tournure tout à fait inattendue car les habitants des 13 mondes qui se retrouvent connectés suite à leurs invocations mutuelles sont eux mêmes menacés d'extermination (par des titans, une invasion extra-terrestre, une nature devenue folle, etc...). Les survivants se regroupent et décident de mutualiser leurs forces, tout en faisant en sorte que leurs ennemis se battent entre eux. 

## Publication
La série Versus, écrite par ONE, illustrée par Kyōtarō Azuma (ja) et composée par Bose est publiée dans le magazine Monthly Shōnen Sirius de l'éditeur Kōdansha à partir du 26 novembre 2022,. L'éditeur Kōdansha publie les chapitres sous format tankōbon depuis le premier volume sorti le 7 avril 2023. Le 9 mai 2025, cinq volumes sont sortis.
En juin 2024, les éditions Pika Édition annoncent la publication française de Versus avec le premier tome qui sort le 9 octobre 2024.

### Liste des volumes
| no | Japonais        | Japonais          | Français        | Français          |
| no | Date de sortie  | ISBN              | Date de sortie  | ISBN              |
| --- | --------------- | ----------------- | --------------- | ----------------- |
| 1 | 7 avril 2023    | 978-4-06-530578-2 | 9 octobre 2024  | 978-2-81-168620-8 |
| Liste des chapitres : - Chapitre 1 - Une ultime tentative (最後の望み, Saigo no Nozomi) - Chapitre 2 - Pris entre deux feux (挟まれる人類, Hasamareru Jinrui) - Chapitre 3 - Les mondes emmêlés (融合した世界, Yūgō Shita Sekai) - Chapitre 4 - Une lueur d'espoir (一筋の光明, Hitosuji no Kōmyō) |                 |                   |                 |                   |
| 2 | 9 novembre 2023 | 978-4-06-533522-2 | 4 décembre 2024 | 978-2-81-169259-9 |
| 3 | 9 mai 2024      | 978-4-06-535448-3 | 19 mars 2025    | 978-2-81-169802-7 |
| 4 | 8 novembre 2024 | 978-4-06-537395-8 | 2 juillet 2025  | 979-1-04-330153-7 |
| 5 | 9 mai 2025      | 978-4-06-539375-8 | 3 décembre 2025 | 979-1-04-330155-1 |

## Réception
Le manga a été nommé pour les Next Manga Awards 2023 dans la catégorie manga papier. Il a ensuite été classé quinzième dans l'édition 2024. Le manga gagne le prix du manga Kōdansha 2025, 49e édition dans la catégorie Shōnen,.

### Œuvres
Édition japonaise
1. 1 2  (ja) « バーサス（１） », sur Kōdansha (consulté le 21 avril 2024)
2. 1 2  (ja) « バーサス（２） », sur Kōdansha (consulté le 21 avril 2024)
3. 1 2  (ja) « バーサス（３） », sur Kōdansha (consulté le 21 avril 2024)
4. 1 2  (ja) « バーサス（４） », sur Kōdansha (consulté le 27 octobre 2024)
5. 1 2  (ja) « バーサス（５） », sur Kōdansha (consulté le 15 mai 2025)

Édition française
1. 1 2  « Versus Vol.1 », sur manga-news (consulté le 23 juin 2024).
2. 1 2  « Versus Vol.2 », sur manga-news (consulté le 21 juillet 2024).
3. 1 2  « Versus Vol.3 », sur manga-news (consulté le 2 avril 2025).
4. 1 2  « Versus Vol.4 », sur manga-news (consulté le 2 avril 2025).
5. 1 2  « Versus Vol.5 », sur manga-news (consulté le 12 juin 2025).